# Ferida oberta (pel·lícula)
Ferida oberta (títol original: Exit Wounds) és una pel·lícula estatunidenca dirigida per Andrzej Bartkowiak, estrenada l'any 2001. Ha estat doblada al català.

## Argument
Orin Boyd és un policia una mica brutal. Encara que ha salvat la vida del vicepresident dels Estats Units d'un atac terrorista llançant-lo d'un pont per caure al riu, els seus mètodes fan que el traslladin als barris difícils. Allà descobreix Latrell Walker que sembla un important traficant de droga.

## Repartiment
- Steven Seagal: Orin Boyd
- DMX: Latrell Walker
- Isaiah Washington: George Clark
- Anthony Anderson: T.K. Johnson
- Michael Jai White: Lewis Strutt
- Bill Duke: Cap Hinges
- Jill Hennessy: Annette Mulcahy
- Tom Arnold: Henry Wayne
- Bruce McGill: Frank Daniels
- David Vadim: Matt Montini
- Eva Mendes: Trish
- Jennifer Irwin: Linda
- Matthew G. Taylor: Useldinger
- Arnold Pinnock: Alan Morris
- Paolo Mastropietro: Parker
- Shane Daly: Fitz
- Drag-On: Shaun Rollins

## Al voltant de la pel·lícula
- El rodatge s'ha desenvolupat de l'11 d'agost al 23 de desembre de 2000 a Calgary (l'escena del pont), Edmonton, Hamilton (la carrera-persecució amb moto a Detroit) i Toronto.
- Ferida oberta és el segon opus d'una trilogia dirigida per Andrzej Bartkowiak, iniciada per Romeo ha de morir l'any 2000 i conclosa amb Néixer per morir l'any 2003.

## Banda original
- Feelin' The Hate, interpretat per Ja Rule
- The Fun Lovin' Criminal, interpretat per Fun Lovin' Criminals
- No Sunshine, interpretat per DMX
- Good Girls, Bad Guys, interpretat per DMX et Dyme
- I Got You (I Feel Good), interpretat per James Brown
- Throw Your Hands Up, interpretat per Chicago
- Off Da Chain Daddy, interpretat per Drag-On et Aja
- Fo' All Ya'll, interpretat per Caviar et WC
- State To State, interpretat per Black Child i Ja Rule
- Hangin' On, interpretat per The Black Brothers
- We Got, interpretat per Trick Daddy i Trina
- Come On Baby (Crystal Method Mix), interpretat per Moby
- D-X-L (Hard White), interpretat per DMX, The LOX et Drag-On
- Force Marker, interpretat per Brian Eno
- Party, interpretat per Sincere i Timbaland
- It's On Me, interpretat per Ideal
- Angel, interpretat per DMX i Regina Belle
- Hell Yeah (Remix), interpretat per Outsiderz 4 Life
- Gangsta Tears, interpretat per Nas
- They Don't F@*k Wit You, interpretat per Three 6 Mafia i Pat
- Walk With Me, interpretat per Big Stan i DMX
- 1-2-3, interpretat per Memphis Bleek
- Bust Your Gun, interpretat per The LOX, Styles P. i Sheek Louch
- Steady Grinding, interpretat per Mack 10 i Cash Money Millionaires
- Incense Burning, interpretat per Playa
- Hey Ladies, interpretat per Lady Luck i  Redman
- Dog 4 Life, interpretat per Iceberg

## Rebuda
- Nominació al premi a la millor revelació masculina per a DMX, en els premis MTV Movie l'any 2002.
- Crítica: "Lliurament d'acció de moderat interès gràcies a l'acceptable treball de sabut director, (...) Passable i poc més."[3]